# لانغ تشنغ
لانغ تشنغ (بالصينية: 郎征) مواليد 22 يوليو 1986 في خبي، الصين، هو لاعب كرة قدم صيني يلعب لنادي بكين غوان ومنتخب الصين لكرة القدم كمدافع.

## المسيرة الاحترافية

### أندية لعب لها
- نادي بكين غوان

## روابط خارجية
- لانغ تشنغ على موقع قاعدة بيانات كرة القدم.إي يو (الإنجليزية)
- لانغ تشنغ على موقع ناشيونال فوتبول تيمز (الإنجليزية)
- لانغ تشنغ على موقع Soccerway.com (الإنجليزية)